# Praalwagen

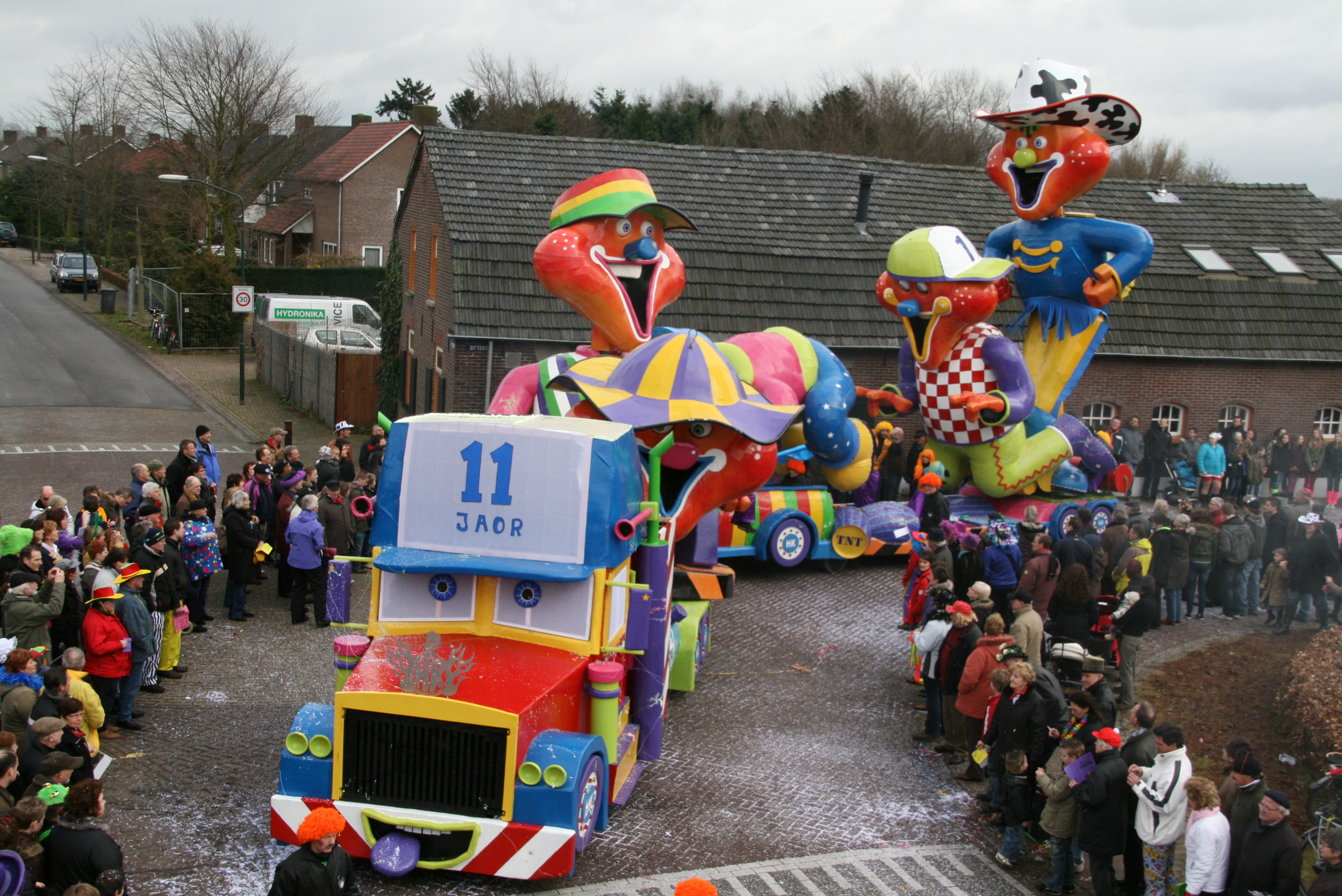
Een carnavalswagen uit Soerendonk in Noord-Brabant.

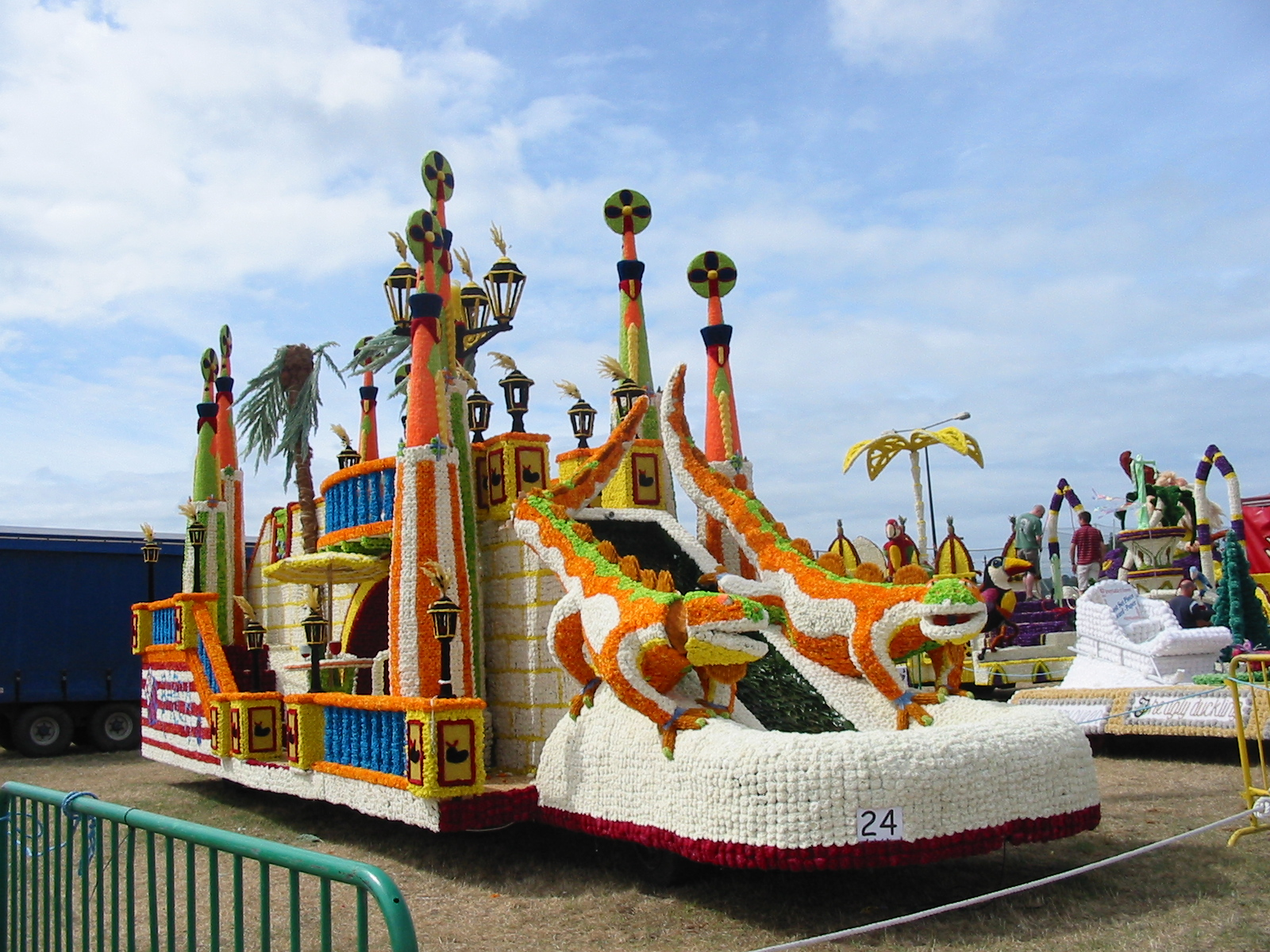
Een praalwagen bij de Battle of Flowers op Jersey.

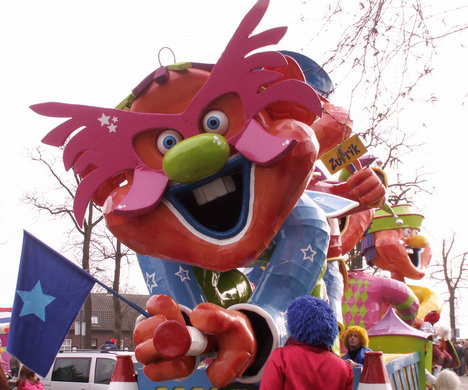
Een carnavalswagen uit Soerendonk. Soerendonk staat in de omgeving bekend om de vele grote carnavalswagens.

Een praalwagen is een versierde wagen in een optocht. Bekende voorbeelden voor optochten met praalwagens zijn historisch getinte optochten, carnavalsstoeten (waarin de wagen vaak carnavalswagen genoemd wordt) en bloemencorso’s.
Historische oude praalwagens in steden als Mechelen (rederijkerswagens De Peoene en De Lisbloem) en Bergen in Henegouwen (Car d'Or, de Gouden Koets) nemen materieel deel aan Monumenten van het Immateriële en Culturele Erfgoed, inzake de lokale Ommegang en Ducasse.

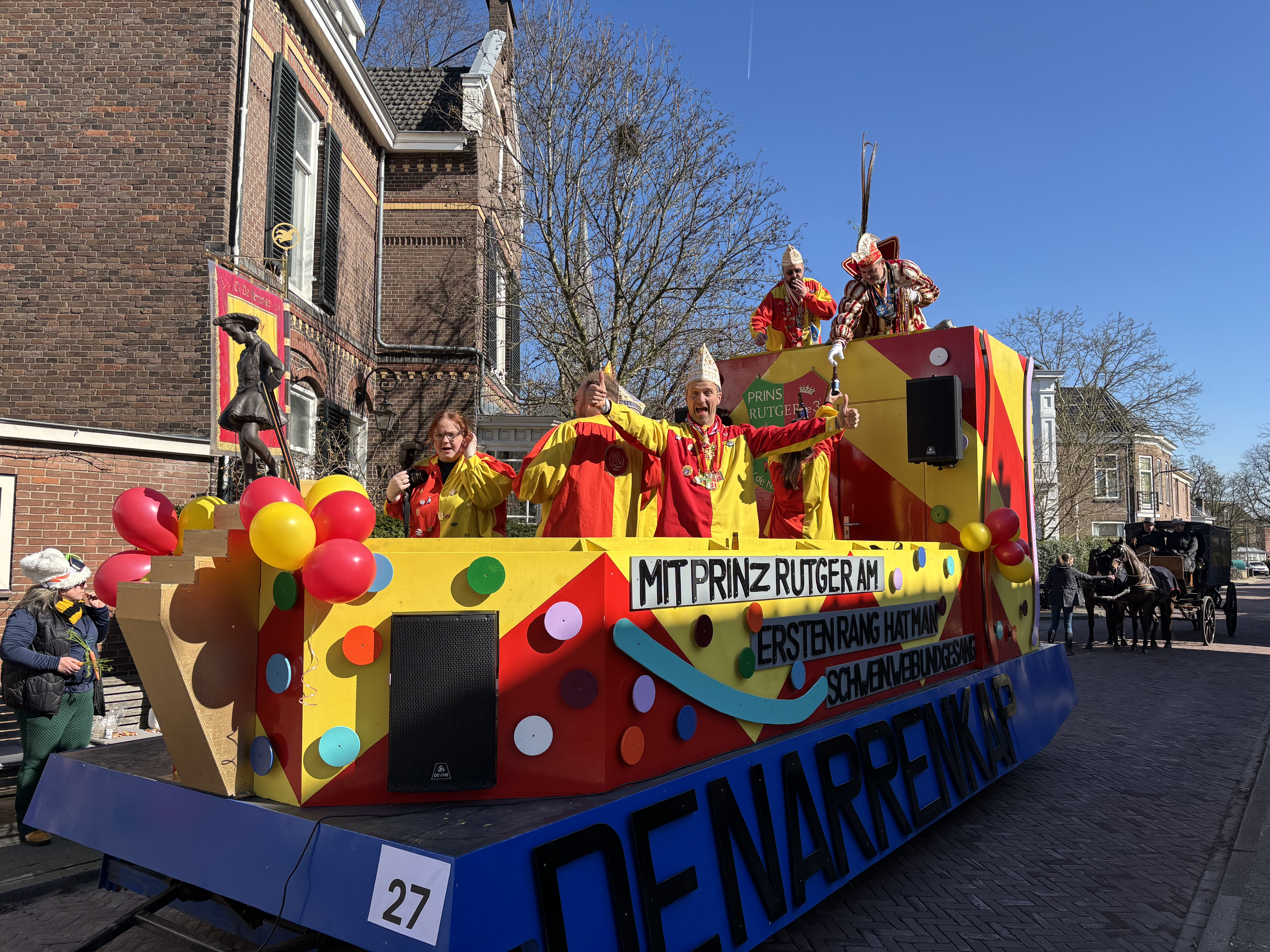
Een prinsenwagen uit Velp.

Praalwagens hebben meestal een duidelijk onderwerp dat aansluit bij het thema van de optocht of de identiteit van de bouwers uitdrukt. Praalwagens kunnen ook worden ingezet ter promotie van een bedrijf of vereniging. Er worden doorgaans prijzen uitgereikt aan de mooiste wagen in een stoet om door competitie de kwaliteit van het gebodene te verhogen.

## Historiek
De praalwagen of Praeltrein gaat terug in de tijd tot onder meer de periode van de Barok en de Rococo met bekende ontwerpers zoals Willem Herreyns. Deze werden ingezet tijdens historische intochten en situeerden zich in steden zoals Mechelen.

### Ontwerpen voor Historische praalwagens

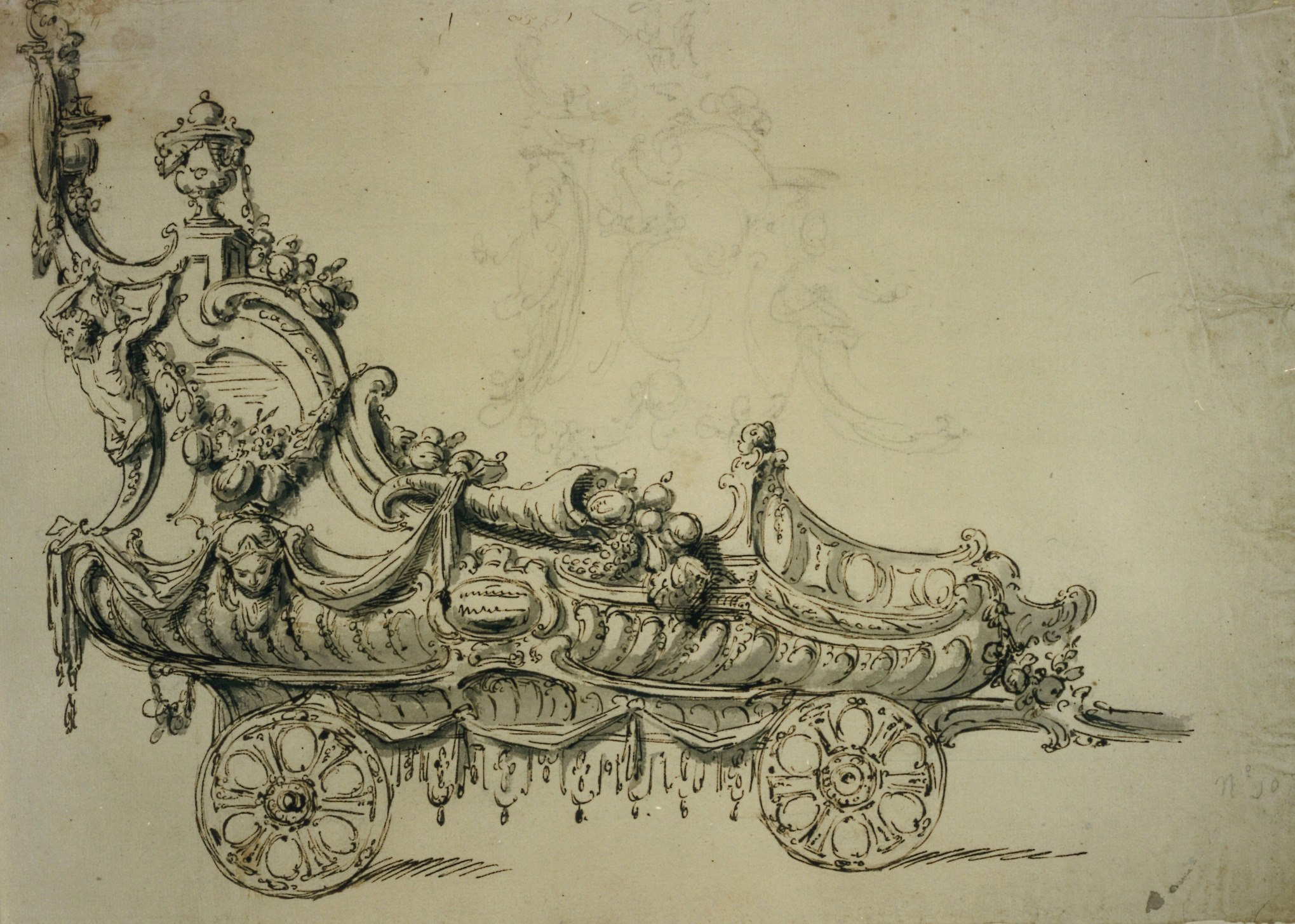
Willem Herreyns, Ontwerp voor de zijkant van wagen IV voor de "Praeltrein" van Sint-Rumoldus in Mechelen, Museum-Plantin Moretus (bruikleen van de Koning Boudewijnstichting).
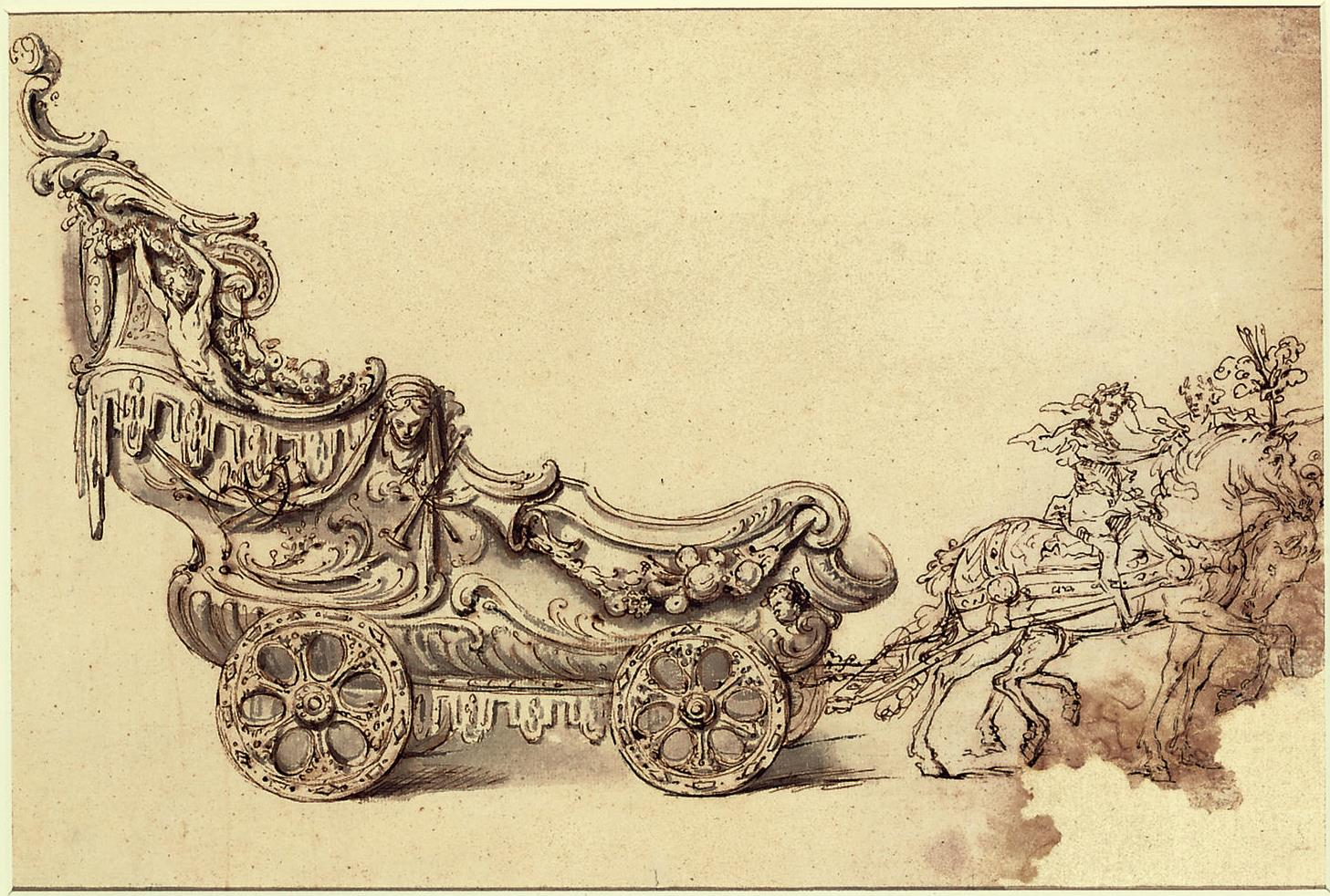
Willem Herreyns, Voorontwerp voor de zijkant van wagen II voor de "Praeltrein" van Sint-Rumoldus in Mechelen, Museum-Plantin Moretus (bruikleen van de Koning Boudewijnstichting).
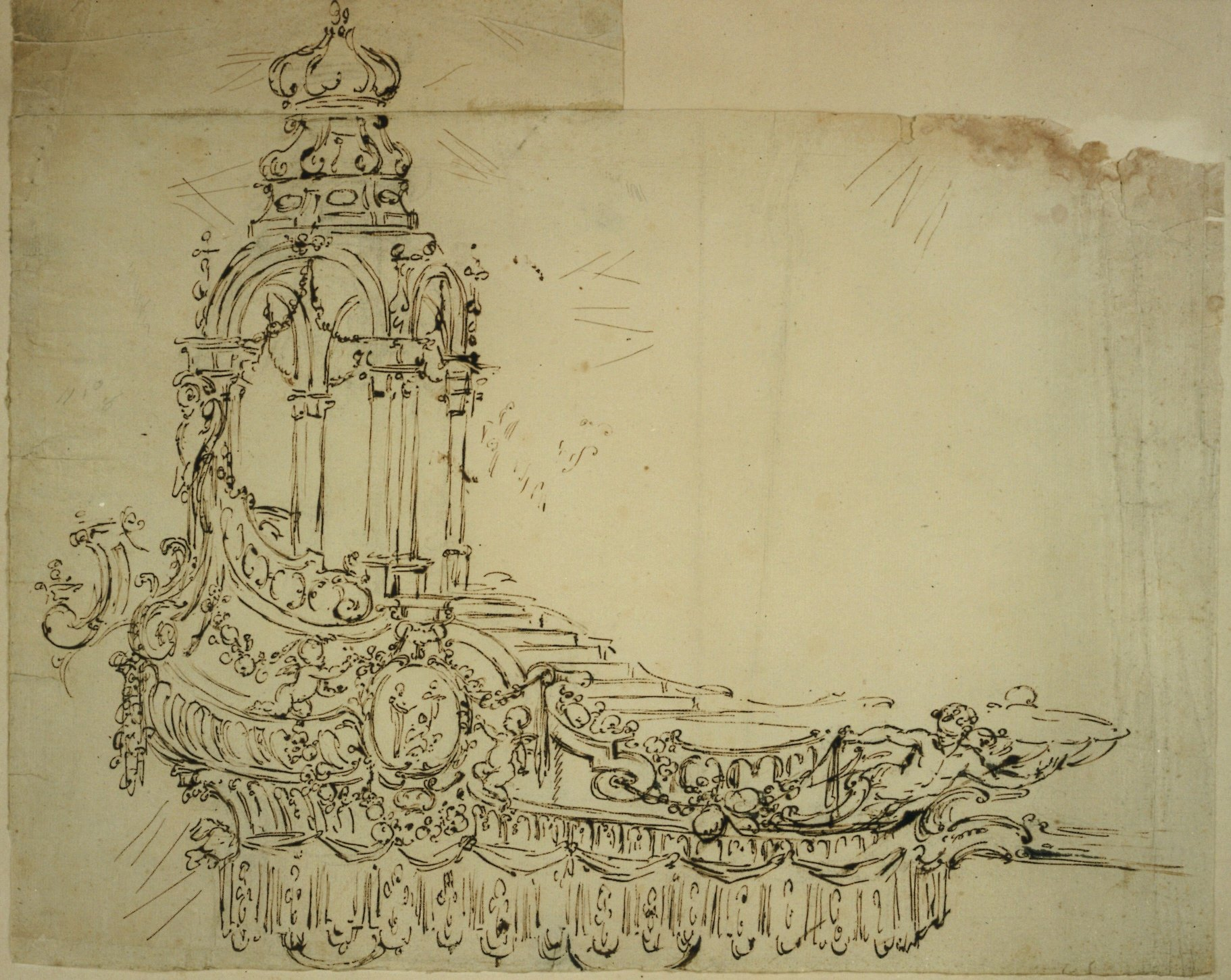
Willem Herreyns, Ontwerp voor de zijkant van wagen III voor de "Praeltrein" van Sint-Rumoldus in Mechelen, Museum-Plantin Moretus (bruikleen van de Koning Boudewijnstichting).
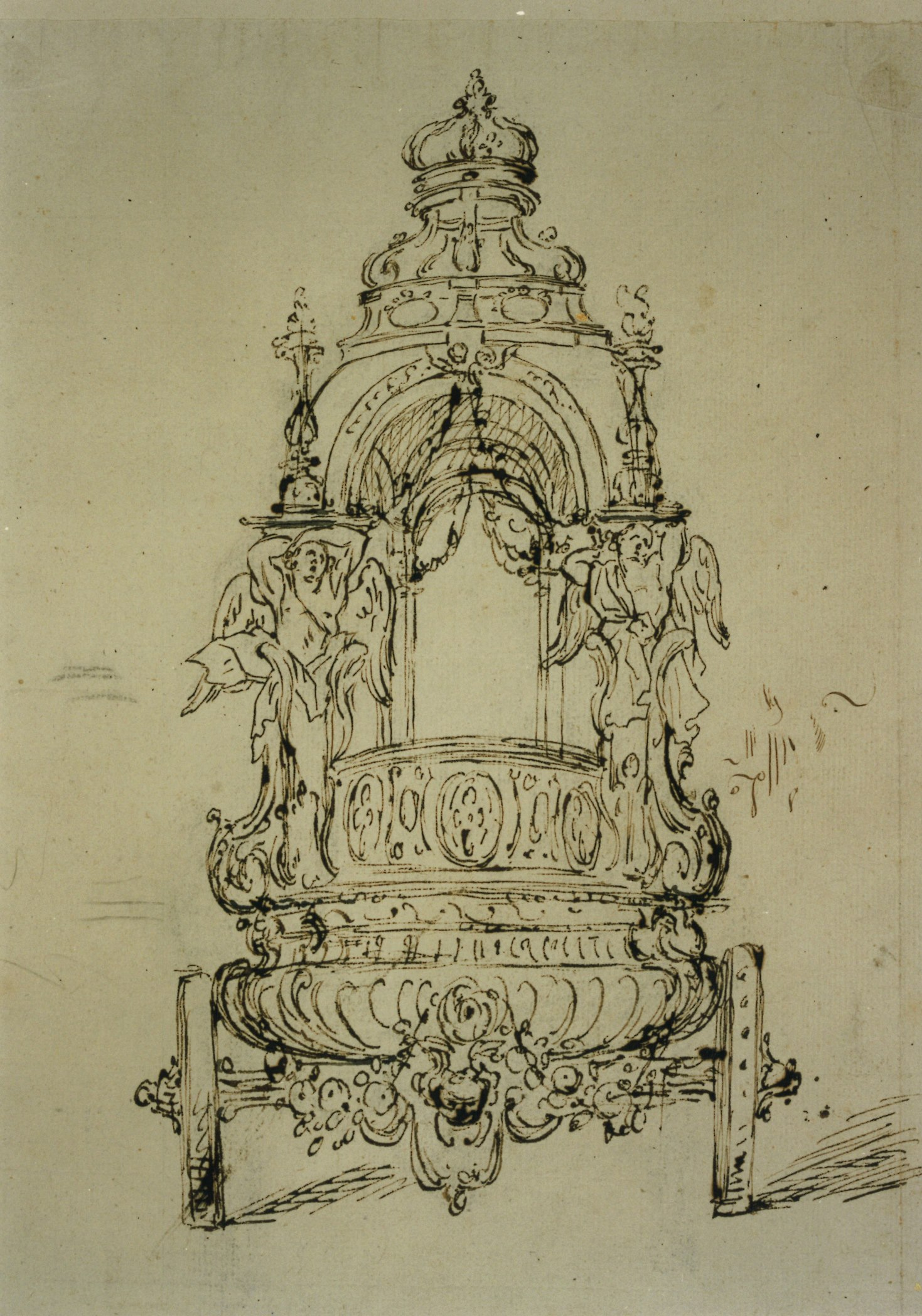
Willem Herreyns, Ontwerp voor de achterzijde van wagen III voor de "Praeltrein" van Sint-Rumoldus in Mechelen, Museum-Plantin Moretus (bruikleen van de Koning Boudewijnstichting).
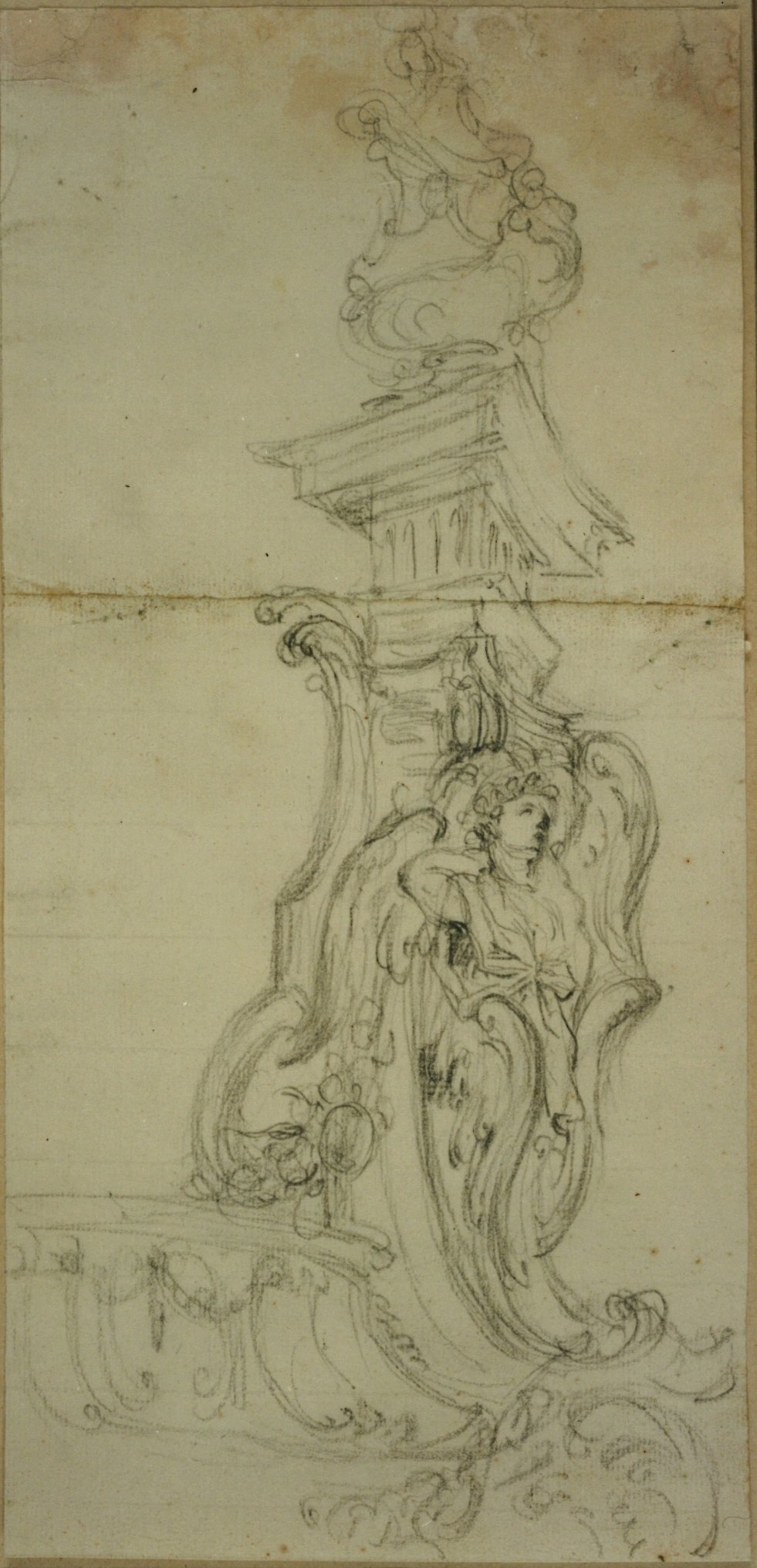
Willem Herreyns, Ontwerp voor een detail van de achterkant voor wagen IV van de "Praeltrein" van Sint-Rumoldus in Mechelen, Museum-Plantin Moretus (bruikleen van de Koning Boudewijnstichting).

## De bouw
Het bouwen van een praalwagen wordt vaak door een hele groep mensen gedaan die daar vele tientallen uren in steken. De praalwagens worden bijna altijd met papier-maché, polystyreen of met polyester gemaakt.

### Papier-maché
Eerst wordt een ruwe vorm gemaakt, vaak wordt hiervoor betonijzer gebruikt. Vervolgens wordt er een laag kippengaas over het ijzer gespannen. In plaats van met kippengaas wordt soms een zware kwaliteit papier gebruikt. De volgende stap is het aanbrengen van papier-maché.
Stukken kranten- of telefoonboekpapier worden in behangplaksel gedoopt en in meerdere lagen op de vorm geplakt en gemodelleerd. Als dit droog is kan het verder worden afgewerkt en geschilderd. Vaak wordt dit alles in delen uitgevoerd, bijvoorbeeld per pop of zelfs per lichaamsdeel.
Een andere manier met papier-maché: Betonijzer wordt gebogen en de hoofdlijnen worden op de wagen gelast. De ruimten tussen de hoofdlijnen worden opgevuld met betonijzer. Als het lassen klaar is, worden met dik papier van bijvoorbeeld voederzakken die met behanglijm nat gemaakt zijn de holtes tussen het ijzer dichtgeplakt. Als dat droog is, is er een stevige papierlaag. Vaak wordt hierover nog een laag telefoonboekenpapier geplakt. Het geheel is nu klaar om geschilderd te worden. Deze manier van bouwen wordt vaak toegepast in Noord-Brabant.

### Polystyreen
Bij het gebruik van polystyreen (of piepschuim) tekent men eerst de grove lijnen op grote blokken polystyreen. Deze worden uitgesneden met behulp van handzagen, messen of gloeidraden. Hierna worden de fijnere lijnen en details uitgesneden. Als men daarmee klaar is, kan men de vormen schuren, wat voor een mooi glad resultaat zorgt. Daarna worden ze beschilderd met glasvezellijm om te voorkomen dat de verf op het polystyreen invreet. Als deze volledig is opgedroogd, kan men de vormen schilderen en afwerken.
Een voordeel van polystyreen is dat men de vormen op een zeer mooie manier kan afwerken, een nadeel is dat het redelijk wat behendigheid vraagt om mooie vormen te krijgen.

### Polyester
Het werken met polyester bij het bouwen lijkt enigszins op het gebruik van papier-maché maar er zijn ook belangrijke verschillen. Bij polyester wordt ook eerst een ruwe vorm gemaakt, maar deze wordt vervolgens niet met kippengaas bedekt, maar opgevuld met harde klei. Vervolgens worden met zachte klei de details gevormd. Daarna brengt men een laag polyester op de kleivorm. Wanneer deze laag droog is wordt ze ingesneden zodat ze losgemaakt kan worden van de vorm. De klei wordt uit de ruwe vorm gehaald en de polyesterlaag gaat er opnieuw overheen. Hierdoor blijft het gewicht van de wagen zo laag mogelijk terwijl de klei kan worden hergebruikt.
Een voordeel van polyester is ook dat details beter weergegeven kunnen worden, een nadeel is dat het materiaal een stuk duurder is dan papier-maché.

## Beweging
Praalwagens kunnen heel groot zijn en veel bewegende onderdelen bevatten. Er kunnen verschillende bewegingen voorkomen zoals bijvoorbeeld de wip- beweging, draaiende beweging of de kogelbeweging. Dit bewegen gaat in de meeste gevallen met behulp van luchtdruk. Er worden dan in de wagen luchtdrukcilinders aangebracht die een op en neer gaande beweging mogelijk maken. Deze cilinders worden op spanning gehouden door een compressor. Voor een draaiende beweging wordt gebruikgemaakt van een servomotor. De stroomvoorziening op de carnavalswagen kan op verschillende manieren verzorgd worden, maar meestal wordt gebruikgemaakt van een aggregaat. Een andere mogelijkheid is om elektriciteit te betrekken van het voertuig dat de wagen trekt of duwt. Dit wordt vaak toegepast bij lichtjesoptochten waarbij de wagens vaak versierd zijn met lichtslangen en andere lichtornamenten of als er muziek op de wagen wordt gedraaid of gespeeld.
Meestal hoort bij een wagen een loopgroep. Deze groep beeldt het thema van de wagen uit met een act en betrekt het publiek bij het thema.
Praalwagens worden soms in een seizoen voor verschillende optochten gebruikt.
De wagens kunnen na gebruik afgebroken worden, maar het komt ook vaak voor dat ze verkocht worden aan andere verenigingen die ze dan ofwel kant-en-klaar gebruiken of ze naar believen aanpassen.

## Voetnoten
1. ↑  De ommegangen vallen onder de UNESCO categorie 'Processional Giants and Dragons in Belgium and France'